# Nissan Avenir
O Nissan Avenir é um modelo de veículo tipo "perua" produzido exclusivamente para o mercado japonês. Sua produção começou em maio de 1990 e se encerrou em setembro de 2005.
A partir de 2000, foram fabricadas versões equipadas com transmissão continuamente variável (Câmbio CVT).

## Galeria
- Primeira geração (1990-1998)
- Segunda geração (1999-2006)